# Furtbach (Limmat)
Der Furtbach ist ein 13 Kilometer langer rechter Zufluss der Limmat in den Schweizer Kantonen Zürich und Aargau. Der Bach durchfliesst das Furttal und wird dabei im Norden von der Lägern und im Süden vom Altberg begrenzt. Er ist der grösste rechte Zufluss der Limmat.

## Geographie

### Verlauf

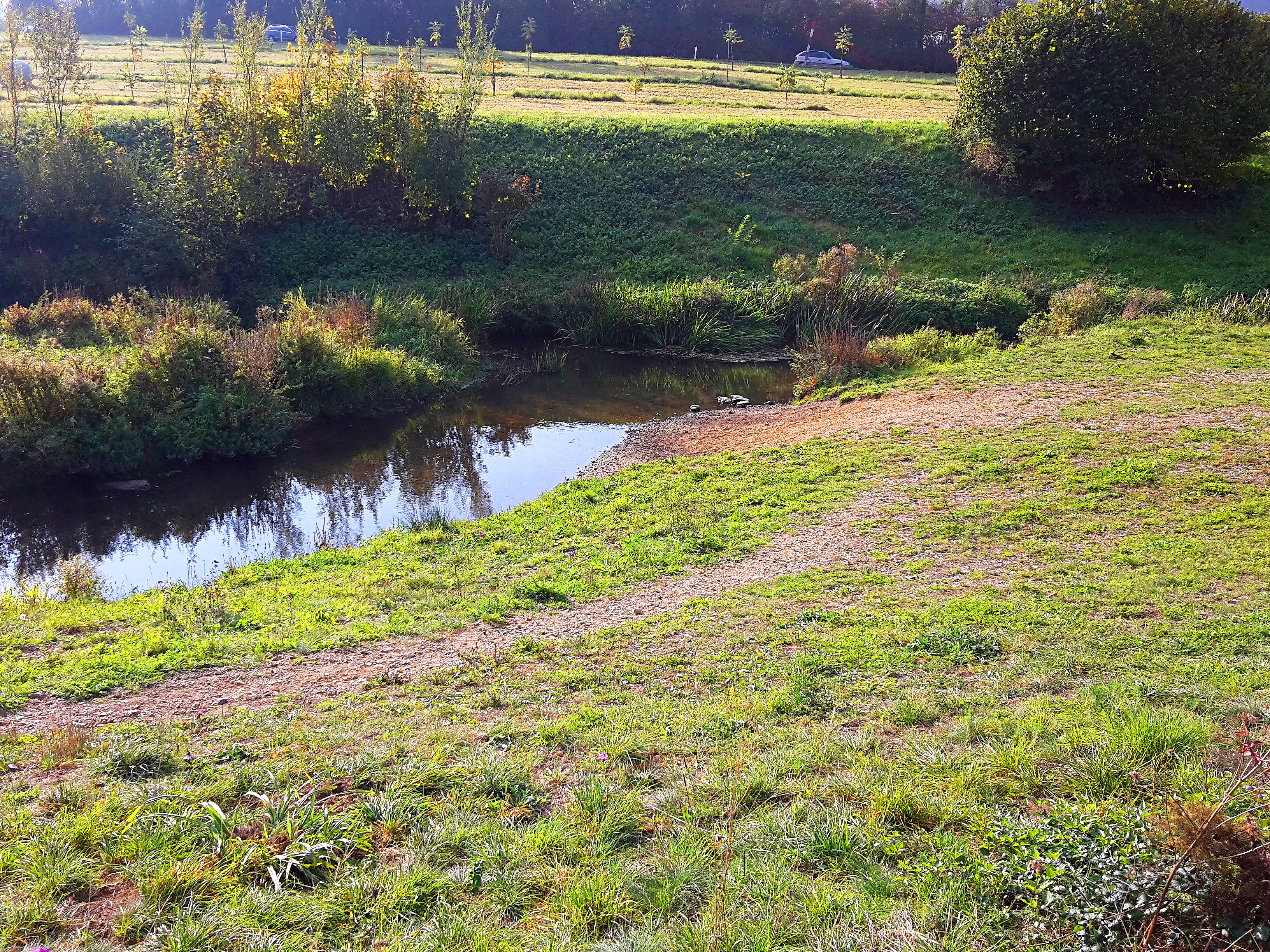
Renaturierter Abschnitt vor der Einmündung des Otelfinger Dorfbaches

Der Furtbach entspringt aus dem oberen Katzensee (439 m ü. M.) auf dem Gemeindegebiet von Regensdorf. Er fliesst anfangs in nordwestliche Richtung durch das Ried Steinwiis, knickt dann aber nach Norden ab und nimmt den Erlenhölzlibach auf. Er durchfliesst kurz ein Feld und wird dabei von Gehölz gesäumt. Mitten im Feld wird er für rund 260 Meter eingedolt und nach Westen geleitet. Beim Hof Wigarten tritt er wieder an die Oberfläche und fliesst nun wieder vorwiegend nach Nordwesten. Nach kurzem Lauf durch Felder erreicht er Siedlungsgebiet und trennt den Weiler Watt vom Quartier Sand. Es folgt wieder ein kurzer Abschnitt durch Felder, bevor er wieder in bebautes Gebiet gelangt und Regensdorf von dessen Weiler Adlikon trennt. Er erreicht einen renaturierten Bachabschnitt zwischen Feldern mit losem Gehölzbewuchs. Nur wenig später passiert der Furtbach die ARA Wüeri Regensdorf und wendet sich gegen Südwesten.
Kurz nachdem er die Gemeindegrenze zu Buchs übertritt, nimmt er von links den aus dem Polder herkommenden Chilenwisenkanal auf und durchfliesst den Grundablass des Hochwasserrückhaltebeckens Wüeri. Er fliesst durch den südlichen Teil von Buchs und trennt das Industriegebiet von einer Siedlung um den Bahnhof. Dabei passiert er Dällikon im Norden, ohne jedoch dessen Gemeindegebiet zu berühren. Der Furtbach verläuft jetzt begradigt und passiert dabei die ARA Furthof Buchs. Kurz nach dieser bildet er kurz die Gemeindegrenze zwischen Buchs und Dänikon, ehe er bei der Einmündung des Bännengrabens ganz auf Däniker Boden übertritt. Es folgt wieder ein renaturierte Abschnitt, begrenzt von Feldern auf der linken und vom Golfpark Otelfingen auf der rechten Uferseite. Nach Einmündung des Wasenbüelbachs bildet er seit der Renaturierung nur noch auf kurzen Abschnitten die Gemeindegrenze zwischen Otelfingen und Dänikon, meist fliesst er auf Otelfinger Boden. Hier nimmt er von rechts den Harberenbach und am Ende des Golfparks den aus Otelfingen zufliessenden Otelfinger Dorfbach auf. Kurz nach dessen Einmündung verläuft der Furtbach wieder begradigt.
Er passiert die ARA Otelfingen und bildet kurz die Grenze zwischen Hüttikon und Würenlos im Kanton Aargau, bevor er ganz auf Aargauer Boden verläuft. Der Bach tangiert die Weiler Oetlikon und Kempfhof im Süden und durchfliesst den alten Ortskern von Würenlos, ehe er nach einem tief eingeschnittenen Tobel ins Limmattal eintritt. Hier mündet er schliesslich bei der Autobahnraststätte Würenlos in einem kleinen Delta auf 380 m ü. M. in die Limmat.

### Einzugsgebiet
Das Einzugsgebiet des Furtbachs misst 45,89 km², wovon 46,5 % landwirtschaftliche Fläche, 29,5 % bestockte Fläche, 22,1 % Siedlungsfläche, 1 % Wasserfläche sowie 0,9 % unproduktive Fläche ist. Der höchste Punkt liegt auf 857 m ü. M. auf dem Lägerngrat, die durchschnittliche Höhe beträgt 479 m ü. M.